# Arda de Armenia

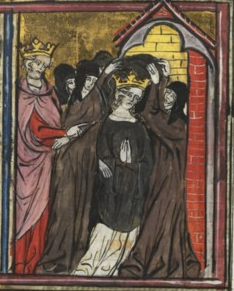

Arda (en armenio: Արդա  ; murió después de 1116) fue la reina de Jerusalén como la segunda esposa del rey Balduino I de Jerusalén. Fue la primera reina consorte del Reino de Jerusalén, ya que el hermano y predecesor de Balduino, Godofredo de Bouillon, no estaba casado.

## Vida
Su nombre no está registrado en fuentes contemporáneas, pero desde el siglo XVII se la ha llamado tradicionalmente Arda. Era hija de un noble armenio llamado Thathoul (o Thoros ), señor de Marash. Balduino se casó con ella en el año de 1097 después de la muerte de su primera esposa, Godehilda, quien lo acompañó en el viaje de la Primera Cruzada . Thoros prometió 60.000 bezantes como dote para el matrimonio. Este fue un matrimonio políticamente conveniente, ya que Balduino fue el primer conde de Edesa, un estado cruzado dentro del territorio armenio en Mesopotamia.

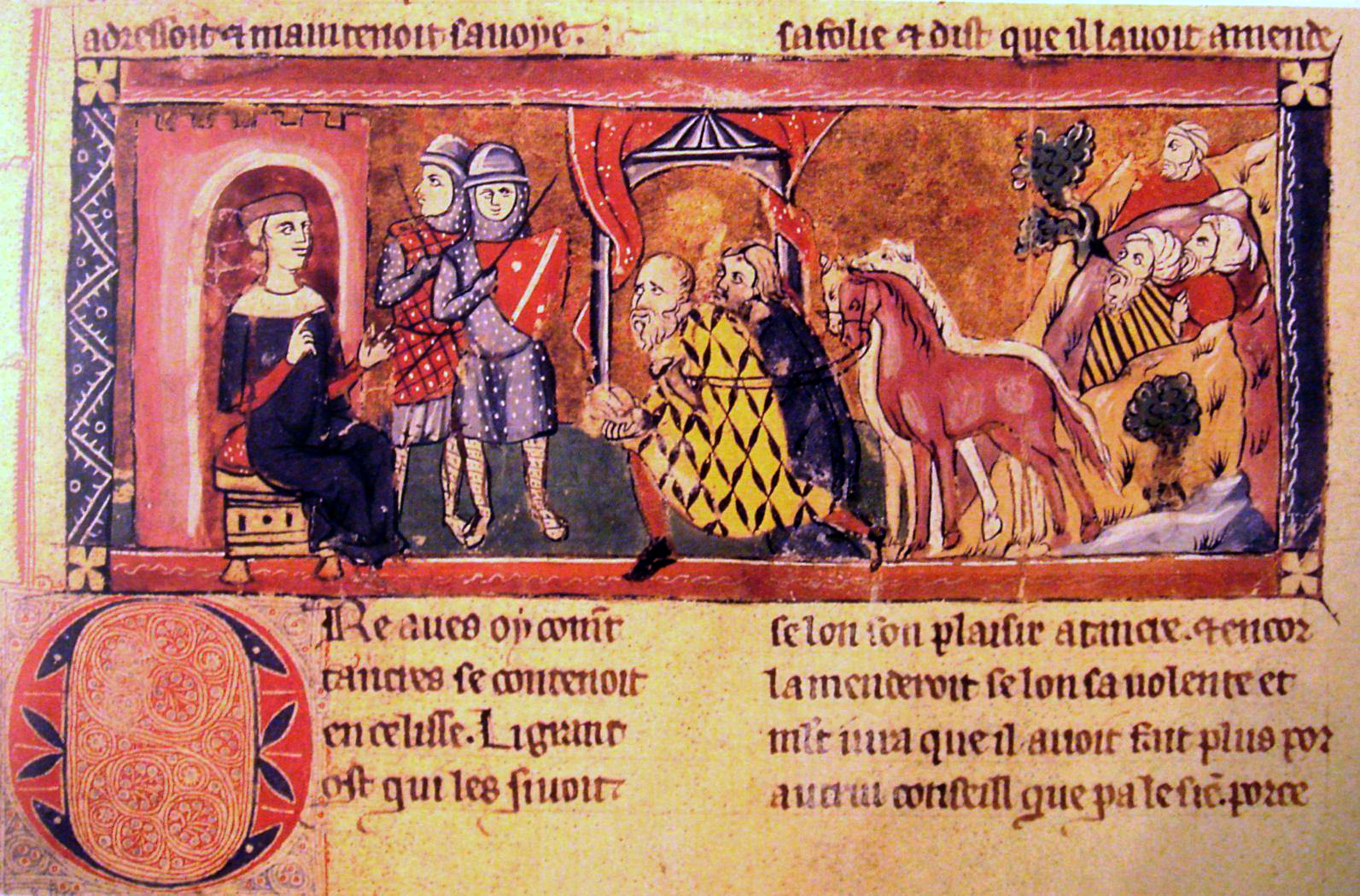
Balduino I de Jerusalén,Esposo de Arda. Recibe a la delegación armenia.

Balduino sucedió a su hermano como rey de Jerusalén en 1100, pero Arda no lo acompañó inmediatamente a la ciudad santa; viajó por mar y llegó probablemente en 1101. En 1105 Balduino buscó anular el matrimonio, supuestamente porque Arda le había sido infiel o, según Guibert de Nogent, porque había sido violada por piratas en el camino a Jerusalén. Al parecer los verdaderos motivos eran que Thoros el padre de Arda había pagado muy poco de la dote, Arda no había tenido hijos y una esposa armenia era menos útil en Jerusalén que en Edesa. Fulcher de Chartres, el cronista más cercano a Balduino, no menciona el asunto en absoluto, lo que probablemente significa que Balduino no tenía una razón legítima para anular el matrimonio. En cambio, simplemente obligó a Arda a entrar en el monasterio de Santa Ana. Más tarde, Arda exigió ser liberada y se dirigió a Constantinopla, donde su padre habría huido, luego de que la ciudad de Edesa conquistase su territorio original.

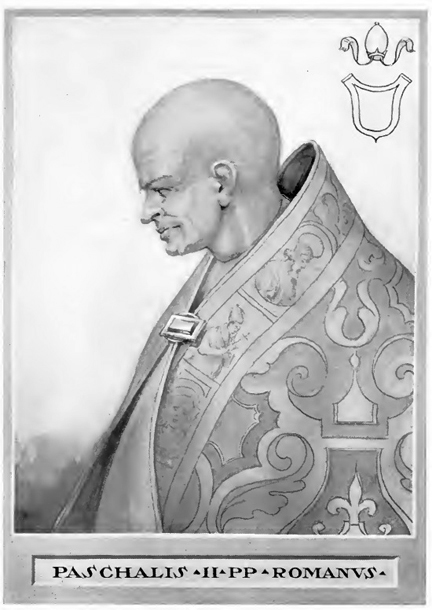
Papa Pascual II, quien ayuda a Balduino con sus intenciones de casarse nuevamente.

En 1112 Balduino buscó casarse con Adelaida del Vasto, viuda de Roger I de Sicilia y regente de Roger II de Sicilia. El matrimonio se concertó, aunque Balduino todavía estaba legalmente casado con Arda. El patriarca Arnulfo de Chocques fue depuesto por haber apoyado el matrimonio, pero fue reinstalado por el Papa Pascual II en 1116, con la condición de que el matrimonio fuera anulado; Balduino estuvo de acuerdo y luego intentó traer a Arda de Constantinopla. Arda nunca regresó y Balduino murió en 1118. Se desconocen las fechas del nacimiento y la muerte de Arda.